# Maltese First Division 1909/1910
Soutěžní ročník Maltese First Division 1909/10 byl 1. ročníkem Maltese First Division, nejvyšší maltské fotbalové ligy. Soutěž se měla původně hrát vyřazovacím systémem, po vzoru anglického FA Cupu. Kromě klubů, kteří se nakonec soutěže zúčastnili, byli přihlášeni i Ħamrun St. Joseph's, Margerita, Senglea Shamrocks, St. Barbara, St. George's a Vittoriosa Melita. Ti se však postupně ze soutěže odhlásili a kvůli počtu účastníků byl formát změněn na ligový. Šampionem se poprvé v historii stala Floriana.

## Tabulka
| Poř. | Tým                 | Z | V | R | P | VG | OG | B |
| ---- | ------------------- | - | - | - | - | -- | -- | - |
| 1.   | Floriana            | 4 | 4 | 0 | 0 | 6  | 0  | 8 |
| 2.   | Sliema Wanderers    | 4 | 2 | 1 | 1 | 5  | 2  | 5 |
| 3.   | St. Joseph's United | 4 | 2 | 0 | 2 | 4  | 4  | 4 |
| 4.   | Boys Empire League  | 4 | 1 | 1 | 2 | 7  | 4  | 3 |
| 5.   | Malta University    | 4 | 0 | 0 | 4 | 0  | 12 | 0 |

|  | Vítěz ligy |